# Puls (musikgrupp)
Puls är en dansk popgrupp som består av medlemmarna Mickey Skeel Hansen (Mickey) och Niels Kristian Baarsby (Niel).
Gruppens första singel var "Superstar" som släpptes 2010 vilken följdes av några andra singlar de närmaste åren efter det.

## Diskografi
Singlar:
- 2010: Superstar
- 2011: "Lad det så", "Let it go" (engelska version av "Lad det slå"), "Noget af det", "Noget af det (Part 2)" och "Dope"
- 2012: "Hvis du går" och "Ingen som du"
- 2013: Ild mit liv

Andra sånger:
- "Kom tilbage nu" (cover av Haiders song med samma namn)
- "Mine øjne"
- "Blå skyer"
- "Stjerneskud"
- "Platin"